# Vovochka
Vovochka hay Vova (tiếng Nga: Вовочка) là một series truyền hình gồm 4 phần, thuộc thể loại sitcom của truyền hình Nga.
Bắt đầu được hãng REN đưa vào sản xuất vào năm 2000, nhưng phải đến năm 2002, bộ phim mới chính thức lên sóng truyền hình, cùng thời điểm với bộ phim "Con bê vàng".
Về hình thức, "Vovochka"  là một series phim hài được xây dựng trên cơ sở các giai thoại và những câu chuyện vui đã lưu hành từ rất lâu trong đời sống xã hội Nga. Bên cạnh đó, bộ phim cũng khai thác nhiều tình tiết liên quan đến nhân vật trung tâm - cậu bé Vova ( hay Vovochka) thông minh, lém lỉnh và nghịch ngợm - đó là những giai thoại vui về những ông bác sĩ, quân nhân, hay những đôi nam nữ yêu nhau... Nhờ sự cố gắng của nhà làm phim, đây có thể coi là một tập hợp các chủ đề mang tính giai thoại, thu thập một tuyển tập những giai thoại của cuộc sống và thể hiện chúng thông qua cuộc phiêu lưu ngẫu hứng của cậu bé Vovochka. Để hoàn thành xong 62 tập phim, đạo diễn kiêm nhà biên kịch Andrey Maksimkov đã dành thời gian đọc hơn 60 ngàn mẩu truyện cười khác nhau và chọn ra những câu chuyện hấp dẫn nhất, có tính giáo dục cùng châm biếm sâu sắc hơn cả.

## Nội dung
Cốt truyện của loạt "Vovochka" mang lại cho người xem vào thành phố, nơi mà một cậu bé bình thường, người có học, rất tinh ý và thích làm cho niềm vui của tất cả. Vovochka cười trên không chỉ là giáo viên và bạn học cùng lớp, mà còn trên chính trường, người thường xuyên gọi cha mẹ của mình ở trường. Khi ông đến nhà từ trường, sau đó cảm giác hài hước, nó sẽ tự động chuyển đến các thành viên của gia đình ông.
Các đối tượng của các giám sát và dí dỏm là một người bạn của gia đình nhỏ, đồng nghiệp của mẹ và cha của mình, bạn gái yêu quý của mình, bạn cùng lớp Lyuba, cũng như người nghiện ma túy trên đường phố... cha Vovochka là một nhân vật điển hình của những trò đùa về "cảnh sát", ông đã đứng trên vệ trong cái nóng và lạnh, thu phí cho các "Nga mới". Sau khi làm việc, cha sẽ luôn luôn là các quán rượu, nơi uống với bạn bè thường xuyên của họ. Khi trở về nhà, anh chờ đợi cho một trách mắng truyền thống từ vợ mình. Tất cả các ký tự của dòng dí dỏm và vui vẻ.
Cốt truyện của loạt bài này là thực tế không có, nó là cơ bản sự thích ứng của những giai thoại.

## Diễn viên
- Igor Kachanov/Maksim Yemelyanov... Vova
- Viktoria Korkhina/Vera Novikova... Mẹ
- Vadim Gushin... bố
- Tatyana Ivanova... bà
- Viktor Shubin... ông
- Yekaterina Basova... chị
- Sergey Parshin... "người từng trải"
- Mikhail Porechenkov... Grigory Pinduzhin (Trung úy Cảnh sát)
- Yury Shevchuk... Aleksandr Sergeyevich
- Sergey Afanasyev... nhà báo
- Anatoly Efremov... người đánh cá
- Ervin Gaaz... Vasily (nhà quay phim)
- Nikita Karakozov... Kolya
- Sergey Kolesnikov... bác Misha
- Vitaly Shapovalov
- Nikolai Sorokin... Sidorchuk
- Sergey Stepanchenko... ông già Tuyết
- Viktor Stepanov... Ivan Platonovich Mukhov (Thị trưởng)
- Gennady Yukhtin... Nikodimych
- Masha Zhigunova... Katya

## Thứ tự các tập

### Phần 1 (2000, 12 tập)
1. Chào học năm mới (Здравствуй новый год)
2. Lớp 5A (5a)
3. Tờ giấy biên nhận (Освобождение)
4. Ngày mồng 8 tháng 3 (8 марта)
5. Không sơ xảy gì (Без происшествий)
6. Bố tớ (Мой папа)
7. Cuộc bầu cử (Поход)
8. Hôm Chủ nhật (Воскресенье)
9. Kỳ thi kỳ thiếc (Экзамены)
10. Buổi thực hành (Практика)
11. Mùa hè (Лето)

### Phần 2 (2002, 16 tập)
1. Tớ - Vova này! (Это я Вовочка)
2. Sinh nhật tớ (Мой день рождения)
3. Trẻ em dưới 16 tuổi (Детям до 16)
4. Ở nhà một mình (Один дома)
5. Quả táo trên cây (Яблоко от яблони)
6. Hội đồng giáo viên (Педсовет)
7. Buổi sáng ảm đạm (Хмурое утро)
8. Ở trường (Школа)
9. Môn Phân tâm học (Психоанализ)
10. Trong một cơ thể khỏe mạnh (В здоровом теле)
11. "Xiền" (Деньги)
12. "Đính hôn" (Замуж)
13. Chuyến thăm (Ответный визит)
14. Ngày Cá tháng Tư (1 апреля)
15. Tình ái hữu của nhân loại (Дружба народов)
16. Gì đấy ? (Кем быть ?)

### Phần 3 (2003, 16 tập)
1. Những cuộc vi vu mới (Новые приключения)
2. Đau thắt ngực (Ангина)
3. Ảo nhỉ ? (Суета)
4. Mơ hão (Мечты)
5. Đi du hí (Путешествие)
6. Sau khi ủ (После отпуска)
7. Sáu trăm mét vuông (Шесть соток)
8. Bài học của mẹ (Мамины уроки)
9. Bạn mới (Новые знакомые)
10. Bóng với chả bánh (Футбол)
11. Người bạn thân nhất của con người (Друг человека)
12. Thằng Lyuba chí cốt (Любочка)
13. Trung sĩ tán tỉnh (Сватовство сержанта)
14. Cô dâu chú rể đội rế lên đầu (Смотрины)
15. Tính ngược (Обратний отсчет)
16. Đám cưới (Свадьба)

### Phần 4 (2004, 16 tập)
1. Một năm nữa (Год спустя)
2. Thăm viếng (Визиты)
3. Xiếc (Цирк)
4. Cơ quan du lịch (Турагентство)
5. Sinh nhật Lyuba (Любочкины именины)
6. Đối với sức khỏe (За здоровье)
7. Người tham gia (Абитура)
8. Odnopolchane (Однополчане)
9. Phẳng lì (Жилплощадь)
10. Tư vấn qua điện thoại (Телефон доверия)
11. Nam giới và nữ giới (Мужчина и женщина)
12. Vấn đề tế nhị (Тонкие материи)
13. Neprukha (Непруха)
14. Việc làm thêm (Вакансии)
15. TV (Телевидение)
16. Cháu trai (Племянник)